# Верхневолжский Бейшлот
Верхневолжский Бейшлот — деревня в Селижаровском муниципальном округе Тверской области.

## География
Находится в западной части Тверской области на расстоянии приблизительно 7 км на запад-северо-запад по прямой от административного центра округа поселка Селижарово на левом берегу Волги.

## История
Деревня была отмечена еще на карте Менде (состояние местности на 1848 год). В 1859 году здесь (населенный пункт Осташковского уезда Тверской губернии) было учтено 4 двора. До 2020 года входила в состав Селищенского сельского поселения Селижаровского района до их упразднения.

## Население
Численность населения: 48 человек (1859 год), 0 в 2002 году, 5 в 2010.